# 산하 (1987년 드라마)
《산하》는 1987년 7월 6일부터 1987년 7월 28일까지 방영된 문화방송 월화드라마로, 해방 직후 어지러웠던 정치사회상을 배경으로 노름꾼 출신 주인공이 야망을 실현하는 과정을 그렸다.

## 등장 인물
- 이영후 : 이종문 역
- 김은영
- 김자옥 : 차진희 역
- 김혜옥 : 요네코 역
- 김동현
- 박은수 : 이동식 역
- 신혜수
- 정욱
- 고설봉
- 유춘
- 김인태
- 최불암 : 이승만 역
- 김무생 : 조병옥 역
- 이정길 : 장택상 역
- 홍성민 : 곽영주 역
- 임문수
- 정하연
- 나영진
- 박영지
- 유승봉
- 정한헌
- 이원용
- 이은철
- 최재호
- 나정옥
- 이미지
- 박희우

## 참고 사항
- 이 드라마는 본래 KBS가 원작자와 드라마 제작계약까지 맺었으나 “KBS로서는 방영이 곤란하다”며 제작을 미룬 끝에 계약기간이 만료되자 MBC에서 방송했다.[2]
- 이승만 역을 맡은 최불암의 출연료 인상 문제로 인해 드라마를 펑크냈고, 이로 인해 1~2회분에서는 엑스트라 배우를 동원하기도 했다.[3]